# John R. McPherson
John R. McPherson (Livingston megye, 1833. május 9. – Jersey City, 1897. október 8.) az Amerikai Egyesült Államok szenátora (New Jersey, 1877–1895).